# 1944年美國國家棒球名人堂票選
1939年，全美棒球記者協會宣布名人堂票選將改為每三年舉辦一次，因此1944年理應是沒有名人堂票選活動的。1942年的名人堂票選結束後，下一次的票選將於1945年舉行。此外，只有4個人所組成的資深選手委員會因為對於19世紀棒球選手的引薦入選人數過少而持續引發不少爭議。

## 資深選手委員會
194年，大聯盟主席肯尼索·蒙汀·藍迪斯資深選手委員會將增加三位新評審。這三人分別是名人堂主席史蒂芬·克拉克、名人堂財務主管保羅·柯爾，以及波士頓運動記者梅爾·韋伯。至此，資深選手委員會變成7位評審的委員會。

## 藍迪斯的名人堂入選
1944年11月25日，原本打算和大聯盟簽下7年延長合約並繼續擔任主席的藍迪斯因病去世。幾天之後，各大媒體要求名人堂盡早開放讓藍迪斯入選。因此在藍迪斯去世兩週後，資深選手委員會在紐約召開冬季會議。當時人在休假的康尼·馬克也透過電報表示同意讓藍迪斯入選名人堂。由於評審團也礙於媒體輿論壓力，加上藍迪斯對於棒球有著功不可沒的貢獻，因此最終一致通過讓藍迪斯於該年破格入選。而委員會對於19世紀棒球選手的名人堂入選案失敗也有了因應方案，若是全美棒球記者協會還是沒有入選新球員，那麼委員會就會在1945年2月介入補選。
1946年6月13日，名人堂舉辦入選儀式，藍迪斯成功入選名人堂。並由當時的紐約州州長湯瑪斯·杜威親自為藍迪斯掀開名人堂匾額。接任的大聯盟主席哈皮·錢德勒和國家聯盟主席福特·弗里克都有到場出席入選典禮。

## 外部連結
- 美國國家棒球名人堂官網 （页面存档备份，存于）
- 棒球名人堂BBWAA票選規則 （页面存档备份，存于）